# آننتو
آننتو (به اسپانیایی: Anento) یک دهستان در اسپانیا است که در استان ساراگوسا واقع شده‌است. آننتو ۲۱ کیلومتر مربع مساحت و ۱۹۸ نفر جمعیت دارد.